# Calymmodon cucullatus
Calymmodon cucullatus là một loài dương xỉ trong họ Polypodiaceae. Loài này được Nees & Blume C. Presl mô tả khoa học đầu tiên năm 1836.